# Torneio seletivo para a Superliga Brasileira de Voleibol Masculino de 2015–16 - Série A
O Torneio Seletivo para a Superliga Brasileira de Voleibol Masculino de 2015–16 - Série A foi uma competição disputada ao final da disputa da primeira fase da Superliga 2014-15 - Série A e serviu como repescagem na definição da última vaga para a Elite do Voleibol Brasileiro. Participaram deste Torneio Seletivo equipes que demostraram interesse na disputa dentre as que terminaram nas últimas duas posições na Divisão Principal e outras equipes participantes da Série B em 2015. O torneio foi disputado na capital nacional, Brasília. O São José dos Campos foi campeão ao derrotar na final da competição a equipe da casa, o UPIS/Brasília.

## Formato de Disputa
A competição foi disputada no sistema de rodízio simples (todos contra todos) em grupo único. A equipe com melhor índice técnico foi considerada
campeã do Torneio e garantiu a última vaga para a Superliga Brasileira de Voleibol Masculino de 2015–16 - Série A.

## Equipes Participantes
| Equipe              | Cidade                | Forma de Classificação                                                       |
| ------------------- | --------------------- | ---------------------------------------------------------------------------- |
| APAN/Barão/Cramer   | Blumenau              | 6º Colocado na Superliga Brasileira de Voleibol 2015 - Série B[1]            |
| São Bernardo Vôlei  | São Bernardo do Campo | 12º Colocado na Superliga Brasileira de Voleibol Masculino 2014–15 - Série A |
| São José dos Campos | São José dos Campos   | 11º Colocado na Superliga Brasileira de Voleibol Masculino 2014–15 - Série A |
| UPIS/Brasília       | Brasília              | 8º Colocado na Superliga Brasileira de Voleibol 2015 - Série B[1]            |

NOTA ^  As Equipe da APAN/Barão/Cramer e UPIS/Brasília terminaram a Superliga Série B apenas na sexta e oitava posição respectivamente, porém foram as únicas Equipes a demonstrarem interesse na participação.

## Fase classificatória
- Vitória por 3 sets a 0 ou 3 a 1: 3 pontos para o vencedor;
- Vitória por 3 sets a 2: 2 pontos para o vencedor e 1 ponto para o perdedor.
- Não comparecimento, a equipe perde 2 pontos.
- Em caso de igualdade por pontos, os seguintes critérios servem como desempate: número de vitórias, razão de sets e razão de ralis.

|  | |
|  | Equipes classificadas para a final e disputa por uma vaga na Superliga Brasileira de Voleibol Masculino de 2015–16 - Série A |
|  | Equipes que disputarão a Superliga Brasileira de Voleibol Masculino de 2016 - Série B.                                       |

### Classificação
|  |

|     |                     |     | Jogos | Jogos | Jogos | Resultados | Resultados | Resultados | Resultados | Resultados | Resultados | Sets | Sets | Sets  | Pontos | Pontos | Pontos |
| Pos | Equipe              | Pts | T     | V     | D     | 3–0        | 3–1        | 3–2        | 2–3        | 1–3        | 0–3        | V    | P    | R     | V      | P      | R      |
| --- | ------------------- | --- | ----- | ----- | ----- | ---------- | ---------- | ---------- | ---------- | ---------- | ---------- | ---- | ---- | ----- | ------ | ------ | ------ |
| 1   | São José dos Campos | 7   | 3     | 3     | 0     | 1          | 0          | 2          | 0          | 0          | 0          | 9    | 4    | 2.250 | 287    | 257    | 1.117  |
| 2   | UPIS/Brasília       | 5   | 3     | 1     | 2     | 0          | 1          | 0          | 2          | 0          | 0          | 7    | 7    | 1,000 | 298    | 306    | 0.974  |
| 3   | São Bernardo Vôlei  | 4   | 3     | 1     | 2     | 0          | 1          | 0          | 1          | 1          | 0          | 6    | 7    | 0.857 | 284    | 287    | 0.990  |
| 4   | APAN/Barão/Cramer   | 2   | 3     | 1     | 2     | 0          | 0          | 1          | 0          | 1          | 1          | 4    | 8    | 0.500 | 253    | 272    | 0.930  |

### Jogos
| 5 de agosto de 2015 18:00 Relatório | São Bernardo Vôlei | 2 — 3                         | São José dos Campos | Ginásio do Sesi Taguatinga, Taguatinga |
| 5 de agosto de 2015 18:00 Relatório | 25 16 25 21 08     | Set 1 Set 2 Set 3 Set 4 Set 5 | 20 25 18 25 15      | Ginásio do Sesi Taguatinga, Taguatinga |

| 5 de agosto de 2015 20:00 Relatório | UPIS/Brasília  | 2 — 3                         | APAN/Barão/Cramer | Ginásio do Sesi Taguatinga, Taguatinga |
| 5 de agosto de 2015 20:00 Relatório | 18 25 17 25 13 | Set 1 Set 2 Set 3 Set 4 Set 5 | 25 19 25 23 15    | Ginásio do Sesi Taguatinga, Taguatinga |

| 6 de agosto de 2015 18:00 Relatório | APAN/Barão/Cramer | 1 — 3                   | São Bernardo Vôlei | Ginásio do Sesi Taguatinga, Taguatinga |
| 6 de agosto de 2015 18:00 Relatório | 25 20 17 22       | Set 1 Set 2 Set 3 Set 4 | 22 25              | Ginásio do Sesi Taguatinga, Taguatinga |

| 6 de agosto de 2015 20:00 Relatório | UPIS/Brasília  | 2 — 3                         | São José dos Campos | Ginásio do Sesi Taguatinga, Taguatinga |
| 6 de agosto de 2015 20:00 Relatório | 23 25 17 25 10 | Set 1 Set 2 Set 3 Set 4 Set 5 | 25 20 25 22 15      | Ginásio do Sesi Taguatinga, Taguatinga |

| 7 de agosto de 2015 18:00 Relatório | APAN/Barão/Cramer | 0 — 3             | São José dos Campos | Ginásio do Sesi Taguatinga, Taguatinga |
| 7 de agosto de 2015 18:00 Relatório | 14 21 27          | Set 1 Set 2 Set 3 | 25 29               | Ginásio do Sesi Taguatinga, Taguatinga |

| 7 de agosto de 2015 20:00 Relatório | UPIS/Brasília | 3 — 1                   | São Bernardo Vôlei | Ginásio do Sesi Taguatinga, Taguatinga |
| 7 de agosto de 2015 20:00 Relatório | 20 25 30 25   | Set 1 Set 2 Set 3 Set 4 | 25 21 28 18        | Ginásio do Sesi Taguatinga, Taguatinga |

Final
| 8 de agosto de 2015 14:00 Relatório | UPIS/Brasília  | 2 — 3                                 | São José dos Campos | Ginásio do Sesi Taguatinga, Taguatinga |
| 8 de agosto de 2015 14:00 Relatório | 25 20 25 21 13 | RedeTV! Set 1 Set 2 Set 3 Set 4 Set 5 | 23 25 23 25 15      | Ginásio do Sesi Taguatinga, Taguatinga |

## Premiações
| Torneio Seletivo Superliga 2016-17                                            |
| São Paulo                                                                     |
| ----------------------------------------------------------------------------- |
| SÃO JOSÉ VÔLEI Campeão Classificado à Elite do Voleibol Brasileiro de 2015-16 |